# 大崎下島
大崎下島（おおさきしもじま）は、瀬戸内海の中部にある下大崎群島の島。行政上は広島県呉市の豊町と豊浜町からなり、本土である東広島市安芸津町の南約15kmの海上に位置する離島である。

## 概要
2005年（平成17年）の呉市への編入合併までは、島西部の立花地区・大浜地区は豊田郡豊浜町、東の大長地区・御手洗地区などは豊田郡豊町と、一つの島ながら属する地方自治体が分かれていた。2005年3月20日に呉市に合併（編入）してその一部となった。
1961年（昭和36年）9月に離島振興法の離島振興対策実施地域に指定されたが、呉市への合併後、2010年（平成22年）4月1日付で指定は解除された。
明治時代に早生温州みかんを導入した島で、広島県内有数の柑橘産地である（大長みかん・大長レモンなど）。また、漁業では小型底引き網によるエビ漕ぎ漁が行われている。

## 地理
瀬戸内海のほぼ中央、芸予諸島の一角にある有人島。大崎下島を中心に下大崎群島を形成している。周辺は島々が概ね東西に連なっており、安芸灘諸島と呼ばれることもある。西には豊島が控える。東は平羅島、中ノ島、愛媛県側の岡村島と並ぶ。北には大崎上島が、南には斎灘（安芸灘と呼ばれることもある）が広がる。属島として、岡村島との間の平羅島、中ノ島、小島、北の三角島（有人）、鍋島、南沖合に斎島がある。
標高200ｍ付近まで果樹園が形成されている。ただし、島の南側は傾斜があり、断崖海岸が続く。
- 山 一峰寺山（いっぽうじさん。島の最高峰）、灯明山、桂峰

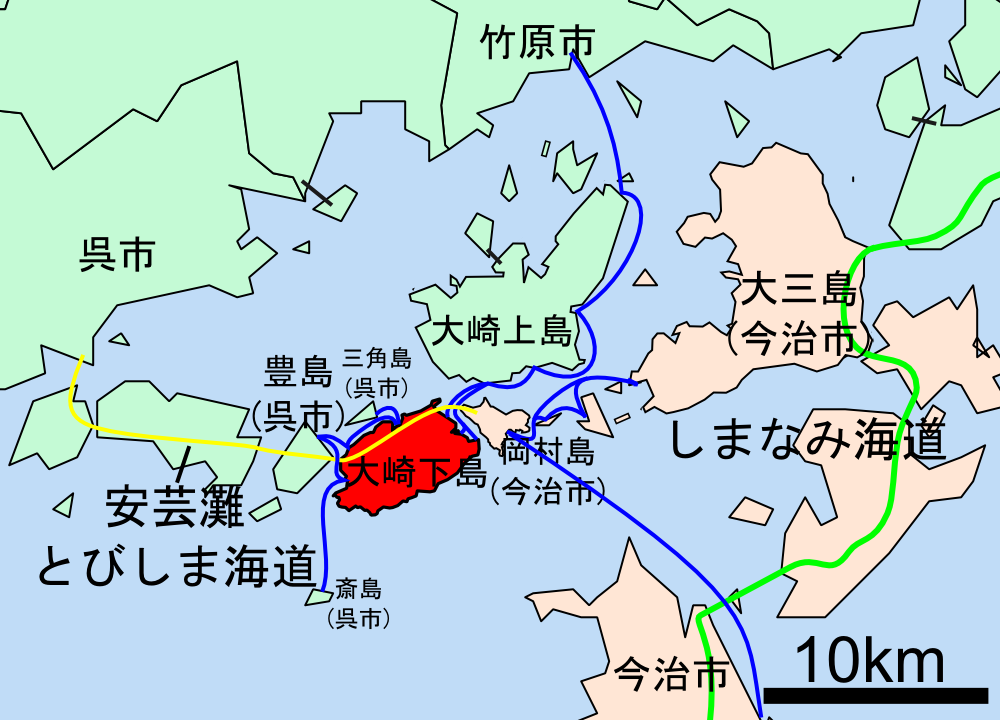
大崎下島の位置とアクセス。黄線が安芸灘とびしま海道、青線が主要な航路

## 地域・集落
山がそのまま島になったような地形から、集落は海岸部に集中している。人家が密集した集落が形成されているのは、東から反時計回りに、御手洗、大長、久比、立花、大浜、沖友である。沖友のみ南岸に立地している。島の南の沖友と北の久比との間には山腹を貫く大崎下島トンネルが開設されている。
住所表記としては、住所表示は「豊浜町」「豊町」を引き継いでいる。具体的には、旧・豊町の地域は呉市に続けて「豊町」を、旧・豊浜町の地域は同じく「豊浜町」を付ける。（例）呉市豊町久比　呉市豊浜町大浜
それぞれの郵便番号は次のとおり。
- 〒734-0301　呉市豊町大長（ユタカマチオオチョウ）
- 〒734-0303　呉市豊町沖友（ユタカマチオキトモ）
- 〒734-0304　呉市豊町久比（ユタカマチクビ）
- 〒734-0302　呉市豊町御手洗（ユタカマチミタライ）
- 〒734-0103　呉市豊浜町斎島（トヨハマチョウイツキシマ）
- 〒734-0102　呉市豊浜町大浜（トヨハマチョウオオハマ）
- 〒734-0101　呉市豊浜町豊島（トヨハマチョウトヨシマ）[4]

※「チョウ」と「マチ」が混在しているが、編入合併前の「町」の読みを踏襲したもの。

## 歴史

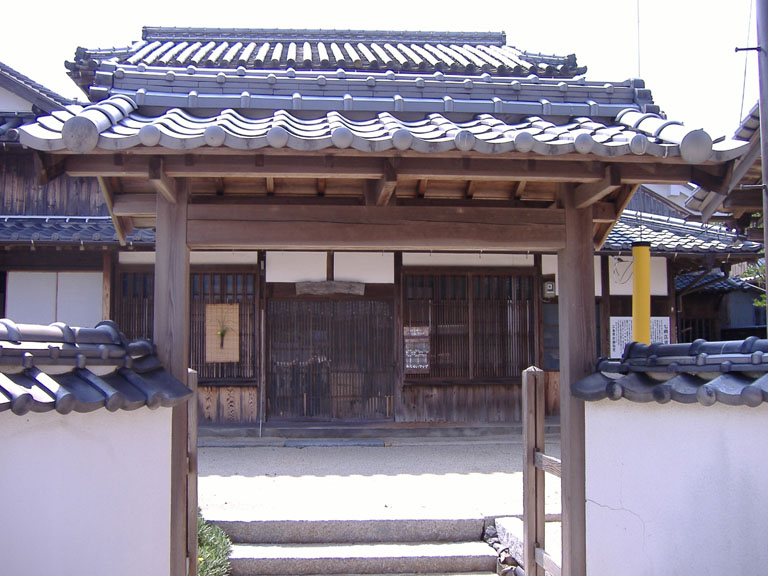
御手洗地区にある七卿落遺跡 2005年8月3日

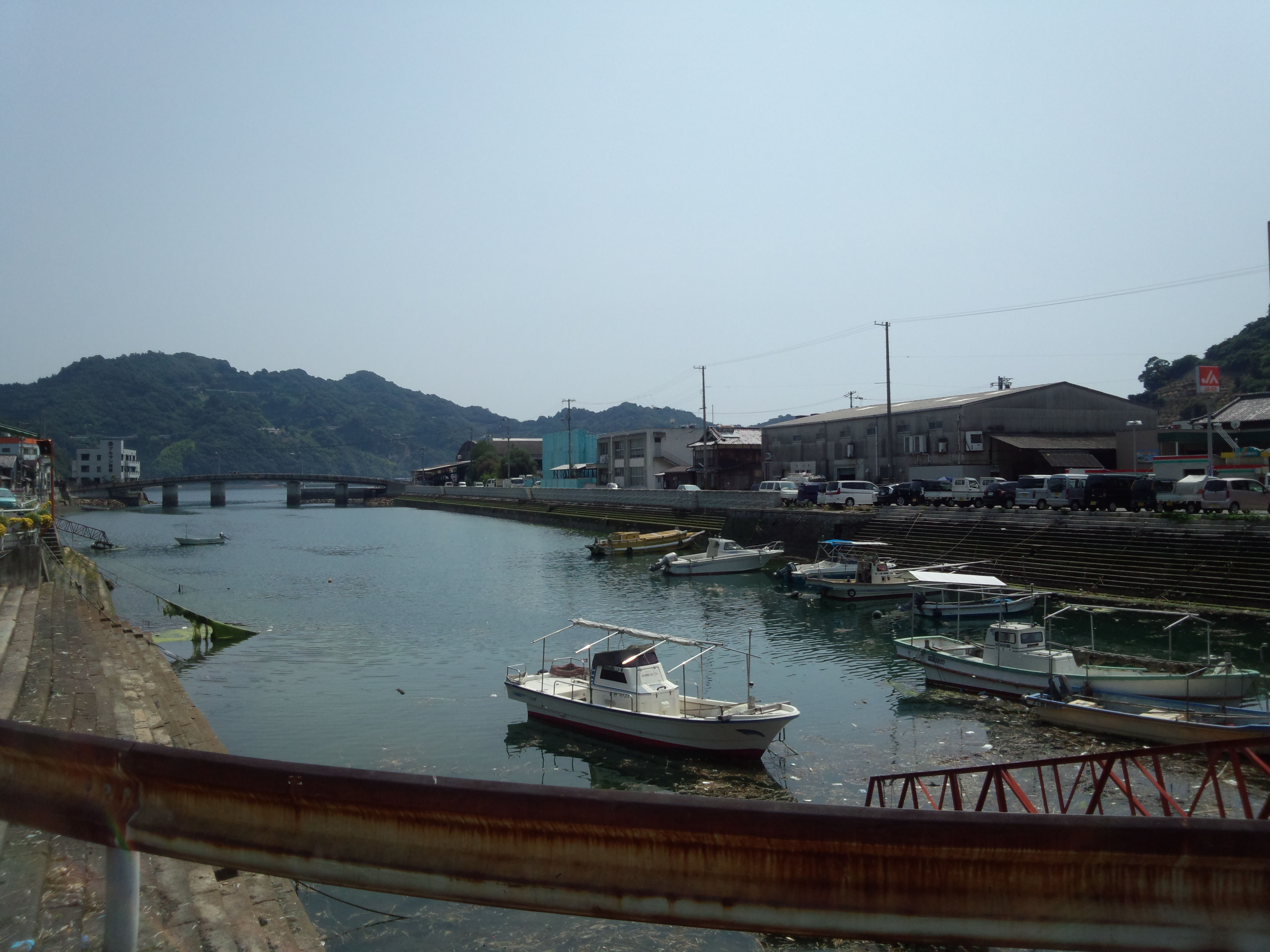
大長の船溜り 2012年7月27日

- 戦国時代までは下島と呼ばれ、大山祇神社の寺社領であった。また伊予国に属していた。
- 江戸時代以降、御手洗は潮待ち・風待ちの港町として賑わった。
- 1863年（文久3年）の八月十八日の政変で失脚し京都を追放された七卿のうち五卿は、長州に逃れる途中、この島に立ち寄っている。その時立ち寄ったとされる屋敷が御手洗地区に七卿落遺跡として広島県指定の史跡になっている。
- 1917年（大正6年）　大崎電灯が設立され全島で電灯ともる[5]。
- 大長地区では近隣の島へミカンの出作を行うため、農船と呼ばれる小型船を使用していた。最盛期は大長の船溜りには400艘を超える農船がひしめいていたが、架橋の進展などにより、次第に使用されなくなり、現在では大幅に減少している。

## 交通

### 道路
- 県道
  - 広島県道355号大崎下島循環線（島を一周する道路）
- 橋
  - 豊浜大橋（安芸灘諸島連絡架橋の4号橋。豊島との間の豊島瀬戸に架かる）
  - 平羅橋（安芸灘諸島連絡架橋の5号橋。平羅島との間の牛渡瀬戸に架かる）

### バス
- さんようバス
  - 広島 - 蒲刈・豊浜・豊線
    - 広島バスセンター（広島市内停留所）- 天応西条 - 呉駅前 - （阿賀・広地区停留所）- 小仁方 -（下蒲刈島・上蒲刈島・豊島 主要停留所）- 立花港 - 久比 - 大長港 - 御手洗港 - 沖友天満宮前

  - 路線バス（さんようバス・瀬戸内産交バス）
    - 中国労災病院 - 広駅前 -（広地区・下蒲刈島・上蒲刈島・豊島 主要停留所）- 大浜桟橋 - 立花港 - 久比 - 大長港 - 御手洗港 - 沖友天満宮前

### 港湾
（南西から時計まわりに）
- 大浜港
- 立花港
- 久比（くび）港
- 小長（おちょう）港
- 大長（おおちょう）港
- 御手洗港

### 航路
- しまなみ海運

高速船
- 竹原港 - めばる - 一貫目 - 天満 - 沖浦 - 明石 - 大長港

※ 御手洗地区 寄港便もある。「めばる」から「明石」までが「大崎上島」
フェリー
- 小長港 - 明石（大崎上島）

※2022年12月に2023年5月末での廃止届を提出していたが、2023年3月に廃止撤回の方針が示された。
- 三角航路（呉市離島航路事業）[8]
  - 久比 - 三角島
- 斎島汽船
  - 久比 - 立花港 - 豊島 - 大浜港 - 斎島

## 文化
- 重要伝統的建造物群保存地区

御手洗には現在も江戸後期から昭和初期の建物が数多く残り、突堤、雁木などの港湾施設も良好に保存されていることから1994年に「豊町御手洗伝統的建造物群保存地区」の名称で重要伝統的建造物群保存地区として選定された（全国で38番目の選定）。
- 日本遺産として「荒波を越えた男たちの夢が紡いだ異空間」の構成自治体に認定される[9]。

## 見所・名産
御手洗地区の事柄については、御手洗 (呉市)を参照

### 作品の舞台などとして
- ももへの手紙 - 大長地区と御手洗地区が舞台のモデルとなっている[10]。
- 男はつらいよ 浪花の恋の寅次郎 - 大長大橋の付近がワンシーンに登場する。
- 悪霊島 - 刑部島のシーンなど。